# Biou (raisin)
Pour les articles homonymes, voir Biou.

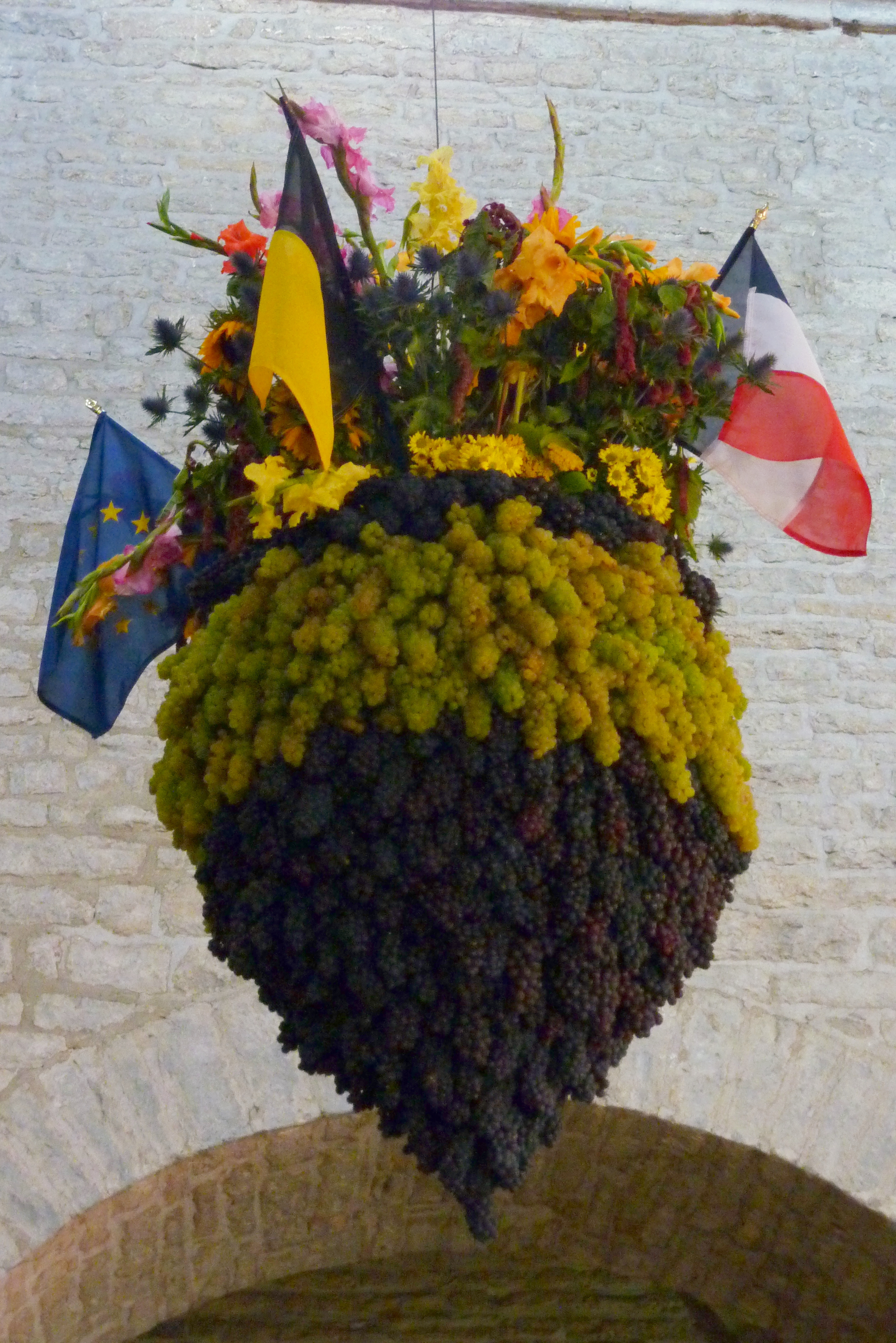
Biou en 2011.

Le Biou est une énorme grappe de raisin pesant entre 80 et 100 kg. Elle est fabriquée pour une circonstance bien particulière : la fête du Biou à Arbois, mais aussi à Pupillin, Montholier et Vadans dans le Jura français. La ville d'Arbois et la Société de Viticulture d'Arbois souhaiteraient faire inscrire la fête du Biou au patrimoine culturel immatériel de l'humanité.

## Montholier
La fête du Biou est pratiquée dans le village de Montholier, qui malgré la perte d'une grande partie de son vignoble à la suite de la crise du phylloxéra, voit perdurer cette ancienne tradition (mi XIXe). Cette fête se célèbre à la fin des vendanges et en l'honneur de Saint Michel , le saint patron du village. Le Biou est préparé du dernier week-end du mois de septembre. Il est "construit" le samedi à l'ancien presbytère et est porté en procession à l'église le dimanche matin par quatre jeunes du village.

## Vadans
La fête du Biou est aussi pratiquée dans le village de Vadans, Cette fête se célèbre  en l'honneur de Saint Maurice, le saint patron du village et se déroule le dimanche qui suit la fête du saint. Le Biou est préparé le samedi selon un motif qui panache les raisins rouges et blancs à l'espace Liberté non loin de l'arbre du même nom. Il est porté en procession à l'église le dimanche matin par quatre jeunes du village, entourés des vignerons-gardes fruits et précédés par les enfants du village portant des hottes et des paniers remplis de raisins.

### Filmographie
- Le Biou d'Arbois, réalisé par Bernard Boespflug, écrit par Flavie Ailhaud, Noël Barbe et Bernard Boespflug, IRIMM, 2013.